# Leandro Grech
Leandro Grech (* 24. Oktober 1980 in Rosario, Provinz Sante Fe), meistens nur Leandro genannt, ist ein ehemaliger argentinischer Fußballspieler.

## Karriere
Grech spielte für verschiedene südamerikanische Clubs in seinem Heimatland Argentinien sowie in Chile und Bolivien. Mit dem Club Aurora aus der bolivianischen Stadt Cochabamba konnte er sich für die Copa Sudamericana qualifizieren.
Im Sommer 2006 wechselte Grech nach Deutschland zum Süd-Regionalligisten SC Pfullendorf. Dort absolvierte er in eineinhalb Jahren 50 Spiele, in denen er sechs Tore erzielte. In der Winterpause der Saison 2007/08 wurde Leandro Grech zum FC Erzgebirge Aue transferiert, mit dem er am Saisonende aus der 2. Bundesliga abstieg.
In der Saison 2008/09 war der Mittelfeldspieler beim Drittligisten SV Sandhausen unter Vertrag. Anschließend spielte Grech für zwei Spielzeiten beim Ligakonkurrenten SpVgg Unterhaching. In allen Jahren war er Stammspieler in seinen Teams und absolvierte jeweils über 30 Saisonspiele.
Zur Saison 2011/12 wechselt Leandro Grech zum VfR Aalen, wo er zum Vizekapitän hinter Benjamin Barg ernannt wurde. Weil dieser verletzungsbedingt jedoch seinen Stammplatz verlor, wurde Grech zum neuen Mannschaftskapitän ernannt. Auch bei den Schwaben war er fester Bestandteil der Mannschaft im zentralen Mittelfeld und absolvierte bis auf wenige Minuten alle 38 Saisonspiele. Am Ende erreichte das Team Platz 2 und stieg in die 2. Bundesliga auf. Im Sommer 2015 wechselte Leandro Grech zum Viertligisten SV Elversberg. Dort beendete er zum Ende der Saison 2018/19 seine Karriere.

## Erfolge
- Aufstieg in die 2. Bundesliga mit dem VfR Aalen 2012